# Caracas FC
Caracas FC är en fotbollsklubb från staden Caracas i Venezuela som bildades den 5 juni 1967 och har vunnit högstaligan 11 gånger, vilket är flest av alla lag i Venezuela.